# Pinzán Morado, delstaten Mexiko
Pinzán Morado är en ort i kommunen Tejupilco i delstaten Mexiko i Mexiko. Samhället hade 122 invånare vid folkräkningen 2020.